# Bezirksklasse Thüringen 1938/39

1. SV Gera 04 - Überwältigender Erfolg als Neuling – Aufstieg in die Gauliga 1938/39

Die Bezirksklasse Erfurt-Thüringen 1938/39 war die sechste Spielzeit der als Unterbau zur Gauliga Mitte (Gau VI) fungierenden zweitklassigen Bezirksklasse Thüringen. Erneut wurde die Klasse im gewohnten Rundenturnier-Modus mit 11 teilnehmenden Vereinen ausgespielt, weil der  SC Erfurt 95 aus der Gauliga kommend, den Steinacher Aufstieg kompensierte. Die diesjährige Liga gewann fast sensationell der Aufsteiger  1. SV Gera. Und das mit sechs Punkten Vorsprung vor dem Gauliga-Absteiger  SC Erfurt 95 und dem SC Apolda. Da die Geraer ebenfalls die Aufstiegsrunde 
zur Gauliga Mitte 1939/40 erfolgreich gestalteten, gelang dem Verein der brillante Durchmarsch von der provinziellen Kreisklasse in die schillernde Gauliga. Aufgrund finanzieller Verfehlungen wurden die einstmaligen Groß-Kaliber des mitteldeutschen Fußballs, der SV 08 Steinach und der  1. FC 07 Lauscha vom Spielbetrieb der kommenden Gauliga-Saison ausgeschlossen. Da so allein drei Gauliga-Absteiger aus Thüringen zu verzeichnen waren, mussten in dieser Saison auch drei Vereine in die  Kreisklassen absteigen. Es traf den VfB 09 Pößneck (Weimar), den  FC Wacker 1910 Gera (Osterland) sowie den VfB 1910 Apolda (Ostthüringen). Rositz und Breitungen zogen ihre Spiel-Berechtigungen wegen kriegsbedingten Kader-Mangels zurück. Die SpVgg Neuhaus-Igelshieb und der 1. Suhler SV 06 setzten sich in der Relegations-Aufstiegsrunde als jeweilige Sieger durch und füllten für die nächste Spielzeit das BK-Kontingent auf.

## Abschlusstabelle
Die Abschlusstabelle ist aus dem im Unterpunkt Quellen notierten Buch entnommen. 
  [Dazu erfolgten Ergänzungs-Nach-Recherchen mithilfe der erwähnten Zeitungs-Quelle.] 
Gespielte Spiele: 110 / Erzielte Tore: 459

(6. Spielzeit – Saison-Beginn:  21.08.1938)
| Pl. | Verein               | Sp. | Tore  | Quote | Punkte |
| --- | -------------------- | --- | ----- | ----- | ------ |
| 01. | 1. SV Gera 04 (N)    | 20  | 58:20 | 2,90  | 30:10  |
| 02. | SC Erfurt 95 (A)     | 20  | 43:40 | 1,07  | 24:16  |
| 03. | SC Apolda 1910       | 20  | 44:43 | 1,02  | 24:16  |
| 04. | FSV Rositz           | 20  | 49:41 | 1,19  | 23:17  |
| 05. | SV 04 Breitungen (N) | 20  | 45:40 | 1,12  | 22:18  |
| 06. | VfB Sömmerda 1911    | 20  | 57:34 | 1,67  | 20:20  |
| 07. | 1. FC Sonneberg 04   | 20  | 40:58 | 0,69  | 18:22  |
| 08. | SC 06 Oberlind       | 20  | 41:55 | 0,74  | 17:23  |
| 09. | VfB 09 Pößneck       | 20  | 32:43 | 0,74  | 16:24  |
| 10. | FC Wacker 1910 Gera  | 20  | 32:41 | 0,78  | 15:25  |
| 11. | VfB 1910 Apolda      | 20  | 18:44 | 0,41  | 11:29  |

 [Rositz & Breitungen zogen ihre Teams wegen kriegsbedingten Kader-Mangels, freiwillig vom BK-Start der nächsten Saison zurück.]
| (A) | Absteiger aus der Gauliga       |
| (N) | Aufsteiger aus den Kreisklassen |

## Aufstiegsrunde
In der Aufstiegsrunde spielten die Gewinner der einzelnen 1. Kreisklassen um die beiden Aufstiegsplätze zur Bezirksklasse Thüringen 1939/40.
 Die diesjährige Aufstiegsrunde wurde wiederum in zwei Gruppen mit je drei Mannschaften ausgetragen. Beide Gruppensieger stiegen auf.
Gruppe A:

SV 1910 Kahla - Das jähe Zerplatzen des Aufstiegs-Traums 1938/39

Gespielte Spiele: 6 / Erzielte Tore: 24 / Ausspielung: 30.04. – 04.06.1939 

1. Suhler SV 06 – Der erste eindrucksvolle Erfolg des Vereins 1938/39

| Pl. | Verein                                                    | Sp. | Tore  | Quote | Punkte |
| --- | --------------------------------------------------------- | --- | ----- | ----- | ------ |
| 1.  | SpVgg Neuhaus-Igelshieb (Sieger Kreisklasse Südthüringen) | 4   | 16:05 | 3,20  | 8:0    |
| 2.  | SV 1910 Kahla (Sieger Kreisklasse Weimar)                 | 4   | 05:08 | 0,63  | 3:5    |
| 3.  | SpVgg Neustadt/Orla (Sieger Kreisklasse Osterland)        | 4   | 03:11 | 0,27  | 1:7    |

Gruppe B:

Gespielte Spiele: 6 / Erzielte Tore: 21 / Ausspielung: 30.04. – 04.06.1939 
| Pl. | Verein                                         | Sp. | Tore  | Quote | Punkte |
| --- | ---------------------------------------------- | --- | ----- | ----- | ------ |
| 1.  | 1. Suhler SV 06 (Sieger Kreisklasse Henneberg) | 4   | 11:04 | 2,75  | 8:0    |
| 2.  | VfL Ruhla (Sieger Kreisklasse Wartburg)        | 4   | 07:05 | 1,40  | 4:4    |
| 3.  | SC Stadtilm (Sieger Kreisklasse Erfurt)        | 4   | 03:12 | 0,25  | 0:8    |